# Toulicia reticulata
Toulicia reticulata är en kinesträdsväxtart som beskrevs av Ludwig Radlkofer. Toulicia reticulata ingår i släktet Toulicia och familjen kinesträdsväxter. Inga underarter finns listade i Catalogue of Life.